# Faveta
Faveta es una localidad caboverdiana del municipio de São Salvador do Mundo.

## Geografía
La localidad está situada en la isla Santiago.

## Organización territorial
La localidad abarca los lugares y barrios de:
- Aguada
- Cobon Varela
- Covada
- Cutelo Bera
- Cutelo di Chã
- Dondona
- Faveta
- Fundão
- Monte Diogo
- Pé de Monte